# شرق ونکوور
شرق ونکوور (انگلیسی: East Vancouver) منطقه ای در شهر ونکوور، بریتیش کلمبیا، کانادا است. از نظر جغرافیایی، شرق ونکوور از شمال با ورودی خلیجک بورارد، از جنوب با رود فریزر و از شرق با شهر برنابی همسایه است.